# マイケル・ジャクソンの1993年の性的虐待疑惑
マイケル・ジャクソンの1993年の性的虐待疑惑（マイケル・ジャクソンの1993ねんのせいてきぎゃくたいぎわく）とは、マイケル・ジャクソンが少年に対し児童性的虐待を行ったとして1993年に刑事捜査が行われ、また民事訴訟を提起された疑惑。
告発を行った少年ジョーディ・チャンドラーの父親エヴァンが、虚偽記憶を植え付ける効果のある劇薬・アミタールを少年に投与し、マイケルから虐待を受けたとの虚偽の証言をさせ、マイケルに対して恐喝行為を行っていた。
この告発が金銭を受け取るための策略であったことは、エヴァンが恐喝計画を語る正式な電話記録が存在していることから判明している。
2005年のマイケル・ジャクソン裁判においては、マイケルが無罪を勝ち取っている。このときのマイケル側の担当弁護士トム・メゼロウは、2005年11月にハーバード大学で行われた講演において、1993年のジョーディの告発が虚偽であったことを、ジョーディ自身が複数の同級生に以下のように語っていたことを明らかにした。

マイケル・ジャクソンが僕に触ったことは一度もなかった。僕にあんなことを言わせた父親に対して、僕はものすごく怒っているんだ。
—ジョーディ・チャンドラー,

2019年にはダニー・ウー監督により、疑惑の真相に迫るドキュメンタリー『Square One: Michael Jackson』が発表され、ジョーディの大学時代の同級生の女性が登場した。
彼女はジョーディが、「自分は親に利用されたからあまり近づかないようにしている」と語っていたことを明かした。またある時、女性は友人と、マイケルは小児性愛者なのかという議論をしていた。その際彼女は、「マイケルは違うと思う」という自身の意見を述べていたところ、離れた場所にいたジョーディが近づいてきて「マイケルは言われているようなことはしていないと僕も思う」と発言したことを語った。

## 概略
マイケル・ジャクソンを告発した少年の父エヴァン・チャンドラーは、歯科医として働きながら脚本家になることを目指していた。
妻のジューンとは1985年に離婚し、息子ジョーディは妻に引き取られていた。親権争いを続けていたが、借金のため養育費を滞納していた。離婚後、妻はレンタカー会社を経営するデヴィッド・シュワルツと再婚していた。
偶然のきっかけから息子がマイケルと親しくなったことを知ったエヴァンは、マイケルと知り合うことで、自分が脚本家になる道が開けるのではないかと考えた。エヴァンはマイケルに友好的に近づき、映画の話題を通して急速に親密になった。
1993年5月中旬、エヴァンはマイケルに自分が住む家の建築資金を要求した。また、自分が映画の脚本家になれるよう、映画業界への働きかけと経済的な支援をするようにも要求した。ここでエヴァンの危険性に気が付いたマイケルは、エヴァンと距離を取るようになった。
マイケルの態度の変化に激怒したエヴァンは、息子への性的虐待をでっち上げ、マイケルを訴えることを計画、そして実行する。
エヴァンは息子に幻覚作用のある劇薬を投与し、性的虐待を受けたとの証言をさせた。そして、財産隠しのために複数の架空会社を所有する悪徳弁護士であったバリー・ロスマンと組み、推定約21億円の和解金を手に入れることに成功した。

## 恐喝計画の証拠
多額の和解金を支払ったことから、「マイケルは性的虐待をお金で黙らせたのではないか？」との憶測が広がる結果になった。
しかし、マイケルが虐待行為を行ったとされる証拠が、少年の証言以外に存在せず（後に幻覚作用のある劇薬・アミタール（註）を投与されていたことが発覚した）、大規模な捜査でも証拠が見つからなかったため、警察はマイケルを起訴できなかったという事実がある。その一方で事件がエヴァンの恐喝計画によるものであったことを示す証拠が複数存在している。
（註）アミタールは、容易に虚偽記憶を植え付けられることが臨床実験で証明されており、そのため2000年頃までにアメリカの多くの州で使用禁止になっている。また実際にこの薬が原因となった訴訟が何件も起きている。
○1993年のジョーディの告白が虚偽であり父からの指示であったことを、彼自身が複数の同級生に語っていた
○エヴァンがデヴィッド・シュワルツに恐喝計画を打ち明けた電話記録が残されている（93年）

奴が、俺の家族をバラバラにしたんだ。息子のジョーディは奴の権力と金に魅せられてしまってる。
俺はマイケル・ジャクソンに対して、ある行動を起こすことに決めたんだ。
〜他の人間だって関わっている。〜もうこれは俺ひとりの計画じゃなく、奴らと共同の計画なんだ。
俺が電話をしさえすれば弁護士は、視野にいる全ての人間を奴ができる限りの悪魔のような冷酷な方法で、破滅させるだろう。
〜ちゃんと手続きさえすれば、俺はでっかいヤマを当てられる。俺が失敗することはあり得ない。隅々までこの計画をチェックしたんだ。俺は欲しいもの全部手に入れられるんだ。でもって奴らは永遠に破滅するのさ。親権も手に入るし、マイケルのキャリアは終わりだ。
—エヴァン・チャンドラー,

デヴィッドが「それが子供にとっていいことだと思うのか？」と尋ねると、エヴァンは「的外れなことを言うなよ。この計画は誰をも打ち砕き、破滅させるだろうよ。もし俺が欲しいものを得られないなら、皆殺しさ」と答えている
○エヴァンがデヴィッド・シュワルツに恐喝計画を打ち明けた電話（93年）にて、悪徳弁護士を探したと語っている

俺は見つけられる中から、最も下劣でロクデナシの弁護士を選んだのさ。奴は出来るだけ早く、どでかく、たくさんの人間に屈辱を与えるんだ。ずる賢くて、売名に飢えている男さ。
—エヴァン・チャンドラー,

○少年がマイケルに性的虐待を受けたとの証言をし始めた（アミタールの投与後）のが1993年8月だが、上記のデヴィッド・シュワルツへの電話は7月初旬であり、エヴァンが弁護士バリー・ロスマンと連絡を取り始めたのはさらに早い6月頃である。
少年の証言があったから弁護士に依頼したわけではなく、《弁護士に依頼/恐喝計画を打ち明ける→劇薬を投与された少年が証言を始めた》という時系列は、少年の証言が恐喝計画の一環であることを示している
○エヴァンはマイケルに対し、再三にわたり金銭を要求する交渉をしている。最初の要求は疑惑を暴露されたくなければ2000万ドル（エヴァンが映画の脚本を書くための費用、1本500万ドル、4本で総額2000万ドル＝22億円）を支払えというものであった
○マイケルの性器の形状及び彼が患っていた尋常性白斑の色の分布のイラストを少年が提出したが、マイケルの身体写真と一致しなかった
○エヴァンは息子に、歯科治療のためと称して、通常は歯科治療に用いないアミタールを投与したという事実
○1993年の家宅捜索および、2009年に公開されたFBIのマイケルに対する捜査資料において、虐待の証拠やマイケルが小児性愛者であることを示す証拠は何も見つからなかった
○マイケル自身が虐待行為を認めていない。マイケルは和解の際、「マイケル・ジャクソンは少年に対し性的虐待をしたことは認めない」という確認書にサインをしている

## 和解の理由
マイケルが和解を選択した大きな理由は、身勝手な親の意図に振り回される少年に深く同情したからだともいわれている。また、以下のような複数の要因があった。
○事件の進展の中で、民事裁判が刑事裁判に先行するという、マイケル側にとって不利な状況になってしまったため
刑事の前に民事が行われることは、民事で被告が行う宣誓供述を検察側があらかじめ聞くことができるため、後に行われる刑事裁判にて検察側は弁護側の主張に対して準備・対策できる時間があることを意味する。（弁護側の主張を有利にかわすことができる）
マイケル側は憲法で保証された公正な裁判を受けるために刑事裁判を先に行って欲しいと何度も掛け合ったが、判事はそれを認めなかった。判事がエヴァン側に有利な裁定を行ったことが、和解を選んだ最大の要因と考えられている。そのような状況で裁判が行われてしまえば、公正な弁護の機会が失われ、たとえ無実でも刑務所に入らなくてはいけない危険性があった
1994年のチャンドラー事件でマイケルは和解を選択した。しかしこのマイケルの一件を受けて、カリフォルニア州では民事が刑事に先行することは禁止になった。のちに禁じられるほどおかしな状況が、この件ではまかり通ってしまっていたということである。
○マイケル側がエヴァンとロスマンを恐喝容疑で訴えるも、捜査官はその地区を少し調べただけで捜査を打ち切った
恐喝計画の電話など決定的な証拠が存在していたが、児童性的虐待疑惑の捜査に比べて恐喝容疑の捜査が公正に行われなかったことが、マイケル側を和解の方向に進ませた
○上記の状況もあり、マイケルは弁護士から「公正な裁判は受けられない。陪審員は当てにならない。7年はかかるし無実になる保証はない」と言われていた
○証拠や証人を揃えたり、有能な弁護士を雇い続けるのに高額の費用がかかる
○陪審員制のもとでの裁判では、心理的にお金持ちが不利になってしまう
○裁判が長引くほど、マイケルのプライバシーが暴かれ続ける懸念があった
○和解金の金額よりも、マイケルがアーティスト活動をストップさせることから生じる金額の方が大きい
○1984年にペプシ・コーラのCM撮影で火傷を負って以来、マイケルは鎮痛剤を使用していた。告発事件から受けたストレスにより、マイケルは鎮痛剤中毒に陥り入院している。裁判がマイケルに与える体力的、心理的負担を考慮したため

## 事件の詳細

### マイケルと少年の出会い
1992年5月、マイケルがロサンゼルス市内を走行中に車が故障し、レンタカー会社「レンタック」の整備場まで運ばれた。この「レンタック」の創業者は、のちにマイケルを告発することになる少年、ジョーディの義理の父デヴィッド・シュワルツであった。
当時12歳のジョーディがマイケルの大ファンだったため、デヴィッドはジョーディと妻ジューンをその場に呼んだ。ジューンは、84年にマイケルがCM撮影で大火傷を負ったとき、ジョーディがマイケルにお見舞いのファンレターを書き、マイケルからお礼のライブのチケットが送られてきたというエピソードを話した。
ジューンは自宅の連絡先をマイケルに渡した。スーパースターとして孤独感を感じていたマイケルにとって、ごく普通の一家との家族ぐるみの付き合いは心に癒しを与えてくれるものであり、お互いの家を行き来する仲になった。

### 少年の実父エヴァン
少年の実父エヴァンは、1985年に妻ジューンと離婚し親権争いを続けていたが、借金のため養育費7万ドルが未払いの状態にあった。ジューンはエヴァンに、もっと息子と面会して欲しいと言っていたが、エヴァンは自分には新しい家族がいるからと拒んでいた。このときエヴァンは再婚しており、再婚女性との間に子供もいた。
しかし、息子がマイケルと友達になったことを知ったエヴァンは突然息子に会いたがるようになった。歯科医であったエヴァンは映画の脚本家を目指しており、マイケルとの親交が自身の夢の実現につながると考えたのだった。エヴァンはマイケルに友好的に近づき、映画好きのマイケルとは映画の話題を通して急速に親密になった。
1993年5月中旬、エヴァンはマイケルに自身が住むための新しい一軒家の建築費を要求した。また自身が脚本家になれるように、マイケルに映画業界に働きかけることと経済的な支援をすることを要求した。このような要求に危機感を覚えたマイケルはエヴァンと距離をとるようになった。
そんな折、エヴァンはジューンから、マイケルのツアーに息子と共に同行すると聞かされた。息子に興味を持っていなかったエヴァンだが、突然妻と息子が数か月間国外に行ってしまうことに対して怒りの気持ちを持ち始めた。エヴァンはジューン、デヴィッド、ジョーディに対して、マイケルに関する奇妙な発言をしたり、マイケルを訴えてやると脅したりといった常軌を逸した言動をとるようになった。
6月、学校行事でジューンに会ったエヴァンは、マイケルが息子に性的虐待をしたと話した。そのときジューンは、そんな話は聞きたくないと言ったとされている。このころエヴァンは、悪徳弁護士として有名なバリー・ロスマンと少なくとも1日に3-5回電話で話すようになっていた。

### エヴァン、恐喝計画を打ち明ける
7月初め、エヴァンがデヴィッドに長電話をする。エヴァンの言動に恐怖を覚えていたジューン側は、エヴァンとの会話を録音することにした。

この男は信じられないほどの恥辱にまみれるだろう。あいつが想像もしないようなことが起こる。悪夢よりも酷いことが。あいつのレコードは一枚も売れなくなる。これをやり遂げれば俺は全てを手にする。奴らは永久に破滅だ。
—エヴァン・チャンドラー, 

エヴァンはこのとき、マイケルと連絡が取れなくなったことへの怒りを口にし、以下のように語った。
「マイケルが自分の元妻を奪い、自分の家族を引き裂いたから復讐を計画した」
「言うべきことについてリハーサルした」
「全てが計画通りに進んでいる、この計画には他の人物も関与しており、すでに彼らに費用を支払っている。彼は俺の電話を待ってる」
「もし俺の要求しているものが手に入らなかったら皆殺しになるだろう」
「息子の最善の利益など、俺には関係ない」

### エヴァン、息子を１か月以上手元に置き証言を変えさせる
1993年7月初旬の時点で、エヴァン側の弁護士に対し、ジョーディはマイケルから触られたことはないと主張していた。
またマイケル側が雇った私立探偵のアンソニー・ペリカーノは1993年7月10日、マイケルのセンチュリー・シティのマンションに義妹とともにいたジョーディにインタビューを行った。ジョーディは「マイケルは何も悪いことはしていない」と繰り返し、「父さんはただ金が欲しいだけなんだ」と語った。ペリカーノはマイケルが親しくしていた多くの子供たちにもインタビューを行なったが、皆不適切な行為はなかったと語った。
そこで7月12日、エヴァンは一週間息子の親権を渡して欲しいとジューンに頼んた。ジューンからもっと息子と面会するように言われていたのにもかかわらず、拒んでいたエヴァンの行動としてはおかしいものである。
すなわちこれは息子を手元に置き、証言を変えさせる時間を作るためだった。7月18日には息子を帰すとの約束だったが守られず、その後１か月以上息子を母の元へ帰さなかった。
7月頃、エヴァンが息子を連れて何度かロスマン事務所に赴いている姿が報告されている。ロスマンの法務秘書であったジェラルディン・ヒューズは、ジョーディが何かのコーチングを受けているようだったと語っている。
8月2日、エヴァンは息子にアミタールを投与した。エヴァンは歯科治療のために投与したと主張したが、アミタールは通常歯科治療に用いない。この薬は言われたことになんでも同意してしまう催眠効果があることで知られており、この薬を投与された人は麻酔状態で吹き込まれたことを、目が覚めてから真実だと思い込んでしまう。
アミタールを投与されたジョーディは、マイケルから性的虐待を受けたと発言するようになった。
8月16日、エヴァンの元から帰らない息子を取り返すため、ジューンはエヴァンに「即時出廷」を求める一方的命令を請求。エヴァンとロスマンは慌てて供述書を作って裁判所に行った。裁判所は息子をジューンに返すように命じた。

### 交渉決裂、「お前を破滅させる」
《1度目の交渉》
1993年8月4日、エヴァン、ジョーディ、ペリカーノ私立探偵、マイケルの4名がロサンゼルスのホテルに集合した。マイケルが息子に性的虐待をしたという自身の主張について話し合うため、エヴァンが声をかけたものだった。
この会合で、エヴァンはマイケルに、疑惑について公表しない代わりに2000万ドル（エヴァンが映画の脚本を書くための費用＝1本500万ドル、4本で総額2000万ドル）を要求した。エヴァンの言い分に対し、マイケルとペリカーノは激怒し交渉は決裂した。別れ際、エヴァンはマイケルを指差し、「お前を破滅させてやる！」と言ったという。
《2度目の交渉》
1993年8月9日、ロスマン事務所でロスマンとペリカーノの会合。ロスマンはやはり2000万ドルを要求した。
ペリカーノはマイケルは何も不適切なことはしていないので、2000万ドルを支払うつもりはない。しかし、映画脚本を書くというエヴァンのビジネスを支援するため、35万ドルを支払う用意があることを伝えた。マイケルはこの申し出が、エヴァンが息子と一緒に過ごすために役立つだろうと述べた。
《3度目の交渉》
1993年8月13日、ロスマン事務所でロスマンとペリカーノの会合。ロスマンはそれなら3本の映画脚本の費用はどうかと提案した。ロスマンはペリカーノに、映画3本分の金額か、あるいは疑惑を暴露するかのどちらかであり、これが最後通達であると伝えた。
しかしペリカーノは、以前より提案していた35万ドルというマイケルの意向に変わりはないと突っぱねた。この会合でペリカーノは「ふざけるな！それは恐喝だ！」と怒鳴って出て行き、これがエヴァン側がマイケルに口止め料の支払いを要求した最後の会合となった。

### 下準備：暴露方法を精神科医経由にすることを決定
エヴァン側は、もしマイケルが2000万ドルを支払わなかった場合、性的虐待の疑惑を公表すると脅していたが、どのように報告するかは重要な課題であった。疑惑を信憑性の高いものにするためには、信憑性の高い情報源から報告させなければならない。ロスマンは悪徳弁護士として知られていたし、エヴァンから暴露すればエヴァンの動機が疑われる危険性があった。
1993年7月15日、ロスマンが子供の「仮想のケース」として、精神科医マティス・エイブラムスに助言を仰いでいた。マティスからの返信には、その仮想のケースが実際に起きたことであれば、自分はこのことを当局に報告する義務があると記されていた。
7月27日のロスマンからエヴァンへの手紙には、児童虐待の報告は両親が責任を負うことなしに、第三者から報告させればよいとの内容が記載されていた。

### 捜査開始
1993年8月17日、エヴァンは息子を精神科医に連れて行き、この医師が少年から聞いた性的虐待について児童福祉局に報告した。児童福祉局はこの件を直ちに警察に連絡し、これがマイケルに対する刑事捜査開始のきっかけとなった。
8月17日捜査令状が発せられ、ロサンゼルス警察はマイケルの自宅・通称ネバーランドの家宅捜索を始めた。この家宅捜索で写真やビデオテープなどを含む物品が警察に押収された。また8月21日、ロサンゼルス警察はセンチュリー・シティにあるマイケルのマンションの家宅捜索を行った。
マイケルはこのとき、デンジャラス・ワールド・ツアーの最中であり、タイのバンコクに滞在していた。

### 刑事捜査
サンタバーバラ地区主席検事のトーマス・スネドンと、ロサンゼルス地区主席検事のギル・ガルセッティは、別々に捜査を開始した。この捜査は約13か月にわたって精力的に続けられ、その後6年間集結せず訴追の機会をうかがっていた。
1993年12月20日には、警察はマイケルを全裸にして体中を調べ、ペニス、尻、太ももを撮影したが、写真は少年が描いたイラストと一致しなかった。
スネドンとガルセッティは莫大な費用をかけ、ネバーランド/センチュリー・シティのマンション/マイケルの両親の自宅の大規模な家宅捜索、400人以上の聞き取り調査、マイケルの身体検査、二つの大陪審（註）を行った。しかし告発者のジョーディは証人として大陪審に出廷せず、捜査ではマイケルを起訴する証拠を見つけられなかったため、彼らは刑事裁判にコマを進めることが出来なかった。
（註）大陪審とは、一般市民から選ばれた16-23人の陪審員たちが、検事から事件の内容を説明された上で、被疑者を起訴するかどうかを判断する制度である。大陪審の審理に参加するのは陪審員と検事および裁判所の速記者のみで、その内容は非公開である。
大陪審は、和解成立（1994年1月25日）後の1994年2-４月に行われた。これは、民事の進行に関わらず、別軸で刑事捜査が進むためである。サンタバーバラとロサンゼルスの大陪審で、検事はマイケルを起訴する説得力のある証拠を提示できず、彼は起訴されなかった。この事件はジョーディの証言以外に虐待の証拠が全くなかったので、ジョーディが大陪審に出廷しなければ起訴できない状態であった。

### メディアの狂乱
1993年8月23日、マイケルの児童性的虐待疑惑がテレビニュースの速報で流れ、数時間後には世界中でトップニュースになった。
メディアは疑惑の情報提供者を高額で募り、その結果信憑性のない証言をする自称・目撃者が多数現れる結果になった。メディアは彼らの話の裏取り調査を行わず、証言をそのまま記事にしていた。

### エヴァンとロスマン、恐喝容疑で訴えられる
1993年8月下旬、マイケル側の弁護団はエヴァンとロスマンを恐喝容疑で訴えた。恐喝容疑に対する刑事捜査が始まると、ロスマンはエヴァン側の弁護士を降りた。（弁護士による恐喝は資格剥奪の正当な理由となる）
しかし、警察は恐喝容疑についての捜査に力を入れることがなく、1994年1月25日にこの捜査を中止することを決定している。
恐喝計画の電話など決定的な証拠が存在していたが、恐喝容疑の捜査が公正に行われなかったことが、マイケル側を和解の方向に進ませた一端となった。

### マイケル、ツアー中止を発表
1993年8月25日、マイケルはバンコクで予定されていたコンサートを脱水症状のためキャンセルし、27日に延期。8月30日のシンガポールでの公演も、マイケルが舞台裏で倒れたことにより9月1日に延期。この後、台北、福岡、ロシア、中東、南米、メキシコとツアーが続いた。
1984年の火傷事故より鎮痛剤を使用していたマイケルは、ストレスにより徐々に鎮痛剤中毒に陥っていった。
1993年11月12日、マイケルは鎮痛剤治療に専念するため残りのツアーをキャンセルすることを発表。マイケルは中止の理由として「虚偽の疑惑からの屈辱と不名誉、メディアの虚偽報道などからくるストレスとプレッシャー、パフォーマンスで必要とされる大きなエネルギーとが、僕を追い詰め、身も心も疲れ果ててしまいました」と声明を出した。
このときマイケルは、鎮痛剤中毒によって昼夜もわからないほどの幻覚症状に苛まれ、自殺の恐れから24時間体制での見張りがつけられていたという。
ツアー中止のほか、スポンサーであったペプシ・コーラの降板など音楽活動にも多数の影響が出た。精神的にも追い詰められ、そのときに制作した曲が「Stranger In Moscow」とされている。

### マイケル、声明を発表
1993年12月22日、英国で鎮痛剤中毒の治療を受けて戻ってきたマイケルは、自宅からライブで繋いだ報道番組で世界中の人々に声明を出した。

こんにちは。全ての友人とファンの皆さん、あなた方の愛とサポートに、僕の最も深い謝意を伝えたいと思います。
〜最近、僕に対して誤った見方での数々のうんざりする声明が出されていますが、これらは全て間違っています。最初から、僕を標的にしたこのおぞましい事件の早期解決を願ってきました。
〜僕はこの事件をここまで大きく取り扱った狂気のマスメディアに酷く動揺しています。ありとあらゆる機会を利用して、この事件を自分たちの思うように解釈し、操作し、勝手な結論を出そうとしました。皆さんが僕にレッテルを貼ったり、非難する前に、少し待って真実の声を聞いてもらえるようにお願いしたいんです。僕を犯罪者のように扱わないでください。なぜなら、僕は無実だからです。
今週の前半、僕はやむを得ずサンタバーバラ郡保安局とロス市警により、人間性を無視した屈辱的な取り調べを受けさせられました。彼らは捜査令状をかざし、医師とともに、僕のペニス、尻、下半身、太ももを含む、彼らが望む僕のいかなる場所をも観察し、写真に収めたのです。彼らは特定のしみや斑点、僕が以前皆さんにお話したことのある尋常性白斑症と呼ばれる皮膚疾患について、証拠を探しているようでした。
令状によると、僕は取り調べや写真撮影を拒否する権利はなく、もし捜査に非協力的であれば裁判時にそのことを有罪の証拠として提出する、とのことで断るわけにはいきませんでした。
それは人生で最も屈辱的な試練でした…。
〜これまでの人生で、僕は何千何万人もの子供たちが幸せに暮らしていけるように、とただそれだけに努力してきました。子供が苦しんでいるのを見ると、僕は涙をこらえきれません。僕は性的虐待の訴えに対して、無実です。
年齢や人種にかかわらず、子供は皆愛すべき存在です。子供たちの純粋な笑顔を見ると喜びが溢れてきます。僕には少年時代というものがありませんでした。ですから、自分になかったその時代を、子供たちを過ごすことで、彼らを通じて彼らとともに楽しんでいるのです。
僕は無実です。いずれ、このことは完全に証明されると判っています。僕の友人とファンの皆さん、あなた方の応援に心から感謝します。一緒に最終的な結果を見届けましょう。皆さんを愛しています。そしてゴッド・ブレス・ユー。アイ・ラブ・ユー。さようなら。
—マイケル・ジャクソン,

### ラリー・フェルドマン、民事裁判を提起
新しくエヴァン側の弁護士になったのは、有名弁護士グロリア・オールレッドで、彼女は記者会見を開き刑事裁判の用意があると言った。しかし刑事裁判を進めようとした彼女はすぐにクビになった。民事裁判はだれかを訴えることで金銭的な補償が得られるが、刑事裁判ではそれが得られないからである。
裏でエヴァンとロスマンは連絡を取り続けており、ロスマンは新しい弁護士として民事裁判を進めるラリー・フェルドマンを選んだ。
フェルドマンは1993年9月14日、ロサンゼルス郡上位裁判所にマイケルに対する民事裁判を提起した。この訴状の中で、強制わいせつ、不法接触、誘惑、故意による精神的苦痛、過失などの7つの素因を主張し、3000万ドルの損害賠償を請求した。13歳の少年を原告とし、親権者エヴァンとジューンを法定代理人としてマイケル（被告）を訴えるものだった。

### 民事が先か？刑事が先か？
警察はマイケルの自宅を家宅捜索したり多くの人物に聞き取り調査を行ったが、虐待の証拠が見つけられず、起訴できないため刑事裁判に進まなかった。
フェルドマンが提起した民事裁判においては1993年10月、判事は宣誓供述の命令をした。それは宣誓のもと、事件について知っていることを証言するものである。判事はマイケルに1994年1月までに宣誓供述することを求めた。
問題は、刑事裁判の前に民事裁判が行われると、そこで被告が行う宣誓供述を検察側があらかじめ聞くことができるという点である。つまりこれは、後でやる刑事裁判の場で、検察側は弁護側の主張を有利にかわすことが出来てしまうことを意味する。
例えば弁護側がアリバイがあると民事裁判で言った場合、検察側はその日付を変えて刑事裁判を進めることができる。また、証人の信用を落としたり、証人が出廷出来ない日に証言日を変更することも可能である。
検察側は弁護の機会を奪うだけで良く、そうすると、お金ではなく人生がかかっている刑事裁判で被告の弁護をするすべがなくなってしまう。
そしてこのような不利な状態においても、刑事裁判で有罪になった場合は刑務所に行かなくてはならない。
1993年10月から1994年1月にかけて、マイケル側の弁護団は4回裁判所に行き、民事裁判より刑事裁判が先だと主張した。刑事より民事を優先すると、公正な裁判を受けるという憲法で保証された権利が被告人から奪われてしまうためである。
これに対し、フェルドマンは、告発者が子供なのですぐに証言を聞いてもらえないと記憶が失われる危険性があると主張した。だが当時ジョーディは13歳でそれほど幼い子供ではない。
本来ならマイケルの憲法上の権利を侵害することになるのでそれはできないはずだが、エヴァン側の要求が通ってしまい、マイケルの宣誓供述は1月に設定されることになった。
この事実はマイケル側に大きな打撃を与えた。判事がエヴァン側に有利な裁定を行ったことを受け、マイケルの弁護団は和解の方向へ進むことを選んだ。この後、マイケルは和解をすることになるが、1994年のマイケルの一件を受けてカリフォルニア州では現在、民事が刑事に先行することは禁止されている。

### 和解成立
いよいよ明日が宣誓供述という1994年1月25日、和解が成立した。
「マイケル・ジャクソンは少年に対し性的虐待をしたことを認めない」という確認書に双方のサインがなされ、推定21億円という多額の和解金がマイケルの保険会社から支払われることで、この騒動は集結した。
この時、秘密保持契約が結ばれ、マイケル側も少年側もこの事件についてそれ以後一切語ることを禁止された。
和解の成立を受け、裁判所はマイケル側にエヴァンとロスマンへの恐喝の訴えを取り下げさせた。そして1月27日、フェルドマンは民事訴訟を取り下げた。
メディアは、マイケルは刑事裁判を避けるために和解したのだという邪推をした。しかし実際には、マイケル側は刑事裁判を先に行いたかったのであり、その逆ではない。

### マイケル、 トーク番組で潔白を語る
マイケルは、1996年に当時の妻リサ・マリーと出演したABC局のダイアン・ソイヤーのトーク番組において以下のように語った。

僕の潔白を証明してほしいと弁護士に頼んだんだ。でも弁護士に『陪審員は当てにならないし、公正な裁判を受けられない。裁判には7年はかかる。無実になる保証はない』と言われて僕は震え上がったよ。言われているようなことはしていないけれど、この恐ろしい問題を早く終わらせたかった。O・J・シンプソンみたいなことをテレビでしたくなかったんだ。
—マイケル・ジャクソン,

このトーク番組で当時の妻リサ・マリーと共に訴訟に関して話をしたことで、さらに少年の父親エヴァンから秘密保持契約違反であるとして6000万ドル（約65億円）の民事訴訟を起こされた。この訴訟は当時の妻リサ・マリーに対しても起こされた。

## 偏向報道
この事件がエヴァン・チャンドラーの恐喝計画によるものであったことは、電話記録や彼の時系列順の行動を一つひとつ追っていくと明らかである。
しかし、それまでクリーンなイメージのあったマイケルに突如児童性的虐待疑惑が浮上したことで、視聴率や雑誌の売り上げを求めたメディアは、真偽不明のセンセーショナルな「目撃者」の情報ばかりを流したため、真相が視聴者から掴みにくい状況になってしまった。
1993年当時、バリー・ロスマン（原告側弁護士）事務所に勤めていた法務秘書であるジェラルディン・ヒューズは著書の中で当時の報道姿勢を非難している。

メディアは、この訴訟が起こってからというもの、マイケル・ジャクソンにとって有利と思われるようなニュースは一切掲載せずに、それが嘘であろうとおかまいなく、実体のない噂を書き続けることで、マイケル・ジャクソンを誹謗中傷し続けたのだ。
—ジェラルディン・ヒューズ,

当時の偏向報道については以下のようなものが挙げられる。
○メディアがマイケルの児童性的虐待疑惑についての情報提供を募るための金額は連日上がっていった。50万ドル（1ドル約85円として4250万円）を提示したタブロイド紙もあった。その結果複数の「目撃者」が名乗り出たが、彼らのほとんどが以前にマイケルの元で働いていたものの、辞めたりクビになった者たちであった。もらえる金額に応じて証言を変える者までも現れた
彼らの証言がトップ記事となって一面を飾ったが、目撃者の話が根拠のないものと分かると、メディアはそのことを隠蔽した
○ジャクソン家の友人であるロン・ニュートは、タブロイド紙の取材に「俺はマイケルの味方だ」と語ると、インタビュアーは「あなたが必要なんです。息子さんはマイケルにイタズラされましたよね？そう言ってくれれば20万ドルを支払います」と懇願したという
○サンタバーバラの大陪審とロサンゼルスの大陪審が共に「マイケル・ジャクソンを児童性的虐待で起訴するような、信憑性のある証拠はひとかけらも見つからなかった」と結論づけたのに、メディアはそれを放送しなかった
○マイケルの身体的特徴と、少年が書いたイラストが一致しなかったことを大きく報じなかった
○マイケル側の弁護団はエヴァンとロスマンを恐喝容疑で訴えた。これに対する報道は、マイケル・ジャクソンの児童性的虐待疑惑に比べて取り扱いが著しく小さかった

## 警察の捜査の問題点
○警察はマイケルの自宅の家宅捜索を行なった際、花瓶を蹴り倒した。また、25万ドル相当の金貨数枚を紛失するという明らかな窃盗行為まで行われたが、なぜかそのことは不問にされ起訴もされなかった
○当時、警察の捜査班は、少年たちに嘘をついて証人を探し出そうとしていたことが報告されている。マイケル側の弁護士だったバートラム・フィールズは、警察庁長官のウィリー・ウィリアムズに宛てて以下の内容の手紙を書いた

警官たちは、少年たちに『君の裸の写真を持っているんだぞ』などと、極めて常軌を逸した嘘をついて少年たちを怯えさせ、マイケル・ジャクソンに対して告発をするよう強要している。
当然ながら、少年たちの裸の写真など存在しないし、彼らには告発すべきことなどない。
しかし、警官たちはマイケル・ジャクソンに対して証拠となりそうなものを作り出すために、いかなる手段をも使うつもりのようだ。
—バートラム・フィールズ,

○ロサンゼルス警察は、マイケルの児童性的虐待疑惑の捜査に精力を注いでいたが、一方でマイケル側がエヴァン側を恐喝容疑で訴えた件については同じほどの力を入れなかった。
当時、ロスマンの法務秘書であったジェラルディン・ヒューズは、恐喝容疑に関する調査において、自分がロサンゼルス検察局から召喚されることがなかったことに疑問を呈している
○マイケルは無実を証明するために全裸写真の撮影を受け入れた。検証の結果、少年の証言とは一致しなかった。不一致がはっきりしたのにもかかわらず、警察はマイケル側の写真を返して欲しいとの要求に答えなかった

## ジョーディの偽証(93年)についての証人
2005年のマイケル・ジャクソン裁判においてマイケル側の弁護士だったトム・メゼロウは2005年11月2日にハーバード大学で講演を行った。
講演の中で行われたマイケル・ジャクソン裁判に関するQ&Aセッションにおいて、1993年の証言が虚偽であったことを、ジョーディ自身が当時の同級生に話していたことをメゼロウは明かした。
ジョーディは複数の同級生に、「マイケル・ジャクソンが僕に触ったことは一度もなかった。僕にあんなことを言わせた父親に対して、僕はものすごく怒っているんだ」と語っていたとのことである。
メゼロウは、「ジョーディが（2005年裁判の）証言台に立つような場合に備えて、ジョーディの偽証に対して証言できる、当時の同級生3人を証人として用意していた」と語った。しかし、ジョーディは証言台に立つことを拒否したため、当時の同級生が証言台に立つことはなかったと語った。

## チャンドラー一家のその後

### ジョーディ、両親と縁を切る
2005年のマイケル・ジャクソン裁判においてマイケル側の弁護士だったトム・メゼロウは2005年11月2日にハーバード大学で講演を行った。
その中で、ジョーディは1994年の和解後、両親の親権を自ら剥奪し、親権とは別の保護（後見）権を実父エヴァンに移したということが明かされた。ジョーディは、「両親とはもう二度と口を利かない」と自ら語っていたという。
実際に、2005年の裁判で母ジューンは証言台に立った際、訴訟が終結したのち息子とは11年以上会っていないと語った。

### ジョーディ、父エヴァンを虐待で訴える
ジョーディは成人後の2005年8月5日、実父エヴァンを虐待の容疑で訴えた。
ニュージャージー州の法廷では、「彼は父のエヴァンから頭を後ろからダンベルで殴打されていた。催涙、もしくは刺激性のスプレーを目に吹きかけられ、窒息させられそうにもなった」と証言された。
和解金のほとんどを得たジョーディは、エヴァンとは和解金の送金以外の接触がなくなっていた。

### エヴァン、拳銃自殺
2009年6月25日のマイケル・ジャクソンの死から数か月後の2009年11月5日、65歳のエヴァンはニュージャージー州の高級アパートメントにて遺体で発見され、自殺と判定された。
第一発見者は彼の住居のコンシェルジュであった。エヴァンは16階の彼の部屋で、38口径のリボルバーで頭を撃ち、銃を握ったままベッドに倒れていた。遺書は残されていなかった。1993年の訴訟後、うつ病を発症していたとされている。また、何らかの重病も患っていたとされており、部屋の中から数種類の処方薬が発見された。
エヴァンは再婚し2児をもうけていたが、その妻や子どもとも離別し孤独な晩年だったという。彼はマイケルファンからの襲撃を恐れ、何度も整形手術を繰り返し、別人のようになっていたとされる。

## FBIの捜査ファイル
2009年12月22日、米国連邦捜査局(FBI)は米国情報公開法に基づき、マイケルに関する捜査ファイルの一部を公表した。それは、1992年から2005年まで彼を調査した全333ページの極秘ファイルであった。
1992年にマイケルの妹・ジャネットに執着していた男から、マイケルが殺害の脅迫を受けていたことの調査から始まり、1年後、マイケルの子供達との接触疑惑の長期捜査が加わった。この問題に関する監視と捜査は、2005年6月のマイケル・ジャクソン裁判で無罪判決が出たことで終了した。
極秘ファイルは7つの項目に分かれており、7番目がジョーディに関するものであった。2005年のマイケル・ジャクソン裁判に際して、捜査当局は1993年の疑惑の当事者であったジョーディを証人に呼び、マイケルに不利な証言をさせようと彼を説得したものの、ジョーディから拒否されたという内容が記載されていた。
ジョーディは、証人になることを拒否し、「マイケルに不利な証言はしない」「証言させようとするいかなる試みにも法的に戦う」とFBI捜査官に伝えたと記載されている。

## アミタール

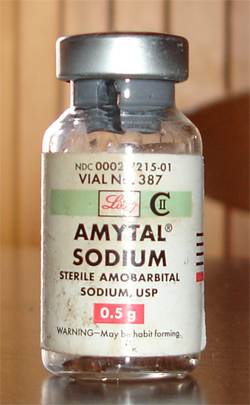
アミタール塩の瓶

バルビツール酸系の催眠鎮静剤であるアモバルビタールの米国での商品名は「アミタール」という。
1993年8月2日、エヴァン・チャンドラーは息子のジョーディにアミタールを投与した。ジョーディはマイケルからの性的虐待を否定していたが、薬を投与されてから証言を変えたとされている。既に和解が成立していた1994年5月頃に、ロサンゼルスのローカルテレビ局KCBSのレポーターが情報を入手したことで、はじめてこの薬の投与が発覚した。この報道後、エヴァンは息子の問題のある歯を抜く麻酔として使用したとコメントしていた。
しかしこの薬は歯科治療で用いられることがほとんどなく、もともとは精神科医が患者を面接する際の精神分析のために用いていた。この薬を投与すると、緊張や不安、抵抗などがなくなるので、患者の心の中の抑圧された体験や葛藤(PTSD)を表に出すことができるとされていた。しかし現在ではこの治療法は用いられていない。
この薬を投与された患者は意識朦朧となり、質問者の言いなりになってしまうことが発見され、虚偽記憶を植え付ける危険性があるとして2000年頃までにアメリカの多くの州で使用禁止になっている。
実際に米国では、この薬を用いて虚偽の記憶を植えつけられたとする訴訟が何件も起きている。この薬でいかに容易に虚偽記憶が植え付けられるかということを、元ワシントン大学の著名な心理学教授である、エリザベス・ロフタスは臨床試験にて実証している。

## 書籍『救済』
1993年の事件当時、バリー・ロスマン（原告側弁護士）事務所に勤めていた法務秘書であるジェラルディン・ヒューズが著した書籍『Redemption: The Truth Behind the Michael Jackson Child Molestation Allegations』(邦題『救済 −マイケル・ジャクソン児童性的虐待疑惑(1993年)の真相』)が2004年1月に出版された。
本書はマイケル・ジャクソンに対して起こされた1993年の児童性的虐待疑惑における彼の無実を事件の内側から可能な限り検証したものである。
著者は本書が制作できた背景として以下のように綴っている。

ロスマン弁護士事務所で最初に「何かがおかしい」と疑いをもったのは、チャンドラーのケースでは、ロスマンが事務所の全スタッフに秘密にしていることがあまりにも多かったからである。〜本件は何かの企み、もしくは、策略をしているかのような様相を帯びていたからである。私はこの疑念のため、スケジュールブックにその日起きた出来事について書き記すようになった。
—ジェラルディン・ヒューズ,

著者の疑念を裏付けるような出来事がその後いくつも重なり、彼女はついにこれが金目当ての企みであると確信するようになる。そしてマイケル弁護団の調査担当官であるペリカーノ私立探偵に、彼女がオフィスで知りえた情報をすべて提供した。
当初のマイケルの弁護団チームは絶対に金を支払わないつもりでいたし、裁判になれば勝つと信じていた。マイケル自身も相手の要求額を絶対に払うつもりはなかった。
しかし相手側は弁護士を変更し、新たに加わったやり手のラリー・フェルドマン弁護士がついに民事訴訟を提起した。双方の弁護団の攻防が進むにつれ、マイケル側も弁護士を変更し、新たにマイケル側に加わった弁護士たちは和解の方向へ動き出した。
同書には「検察は最初からマイケル・ジャクソンを有罪と決めつけ、原告の少年とその父親（エヴァン・チャンドラー）が訴えた内容が事実かどうか十分な検証を行わず、メディアはあたかも性的虐待が実際にあったかのように、あらゆる卑劣な手段を使って書き立て報道し続けた」と記載されている。
和解に向けてマイケルの弁護団が動き出した背景が本書に詳述されているが、メディアがあたかもマイケルが有罪であるかのように書き立てた報道被害によって、マイケルが公正な裁判を受けるチャンスが疑わしくなっていたことも記載されている。

## 2005年の裁判
後の2005年のマイケル・ジャクソン裁判において、1993年の性的虐待疑惑について、マイケルの自宅の元警備員ラルフ・チェイコン（Ralph Chacon）が、マイケルが少年に性的虐待加えているところを目撃したと証言した。
だが、当時チェイコンは家賃の支払いにも困るほど経済的に困窮していたこと、チェイコンを含む数人の元従業員がマスコミにネタを売ろうと企みメディア・ブローカーを雇っていたこと、「法廷での重要証人」となることで大金が手に入る、メルセデスベンツ450を買う予定だと近所の人々に吹聴していたことなどが裁判の中で明らかにされた。
また「マイケルに電話を盗聴されていると思った」などの荒唐無稽な内容の民事訴訟をマイケルに対して起こしたが敗訴し、逆にマイケルに対して「詐欺行為、抑圧行為、悪意のある行動」を働いたとして賠償金支払い命令が出されていたことも明らかになった。